# Kot Fritz
Kot Fritz – tytułowy bohater amerykańskiej undergroundowej serii komiksowej, stworzonej przez Roberta Crumba. Fritz pojawił się po raz pierwszy w drukowanej formie na fali popularności  komiksu undergroundowego w latach 60. XX wieku. Stał się też bohaterem dwóch filmów animowanych: Kot Fritz (1972) reż. Ralph Bakshi oraz Dziewięć wcieleń kota Fritza (1974) reż. Robert Taylor.
Seria pokazuje podboje miłosne kota Fritza i jego antropomorficznych przyjaciół i odzwierciedla epokę rewolucji seksualnej w USA.
Postać stała się jedną z najbardziej znanych postaci na amerykańskiej undergroundowej scenie komiksowej i najsłynniejszym dziełem Crumba.
Po polsku w 2007 ukazało się zbiorcze wydanie przygód Fritza nakładem wydawnictwa Kultura Gniewu.